# Кубок Футбольної Асоціації Порт-Віли
Кубок Футбольної Асоціації Порт-Віли (англ. Port Vila FA Cup) — футбольне змагання, яке щорічно проводиться серед клубів Футбольної ліги Порт-Віли. Організовує та проводить турнір Футбольна асоціація Порт-Віли.
Турнір створювався та спочатку проводився як передсезонне змагання для 8 команд, які грають у Дігісель Прем'єр-лізі. Станом на 2016 рік Кубок ФАПВ трансформувався у турнір для всіх 27 команд у 3 дивізіонах. У 2019 році проводилося три кубки одночасно, по одному для кожного дивізіону Футбольної ліги Порт-Віли:
- Кубок Прем'єр-ліги — виступало 8 представників Прем'єр-ліги Порт-Віли;
- Кубок Першого дивізіону — виступало 8 команд Першого дивізіону Порт-Віли;
- Кубок Другого дивізіону — виступало 8 команд Другого дивізіону Порт-Віли.

## Кубок Прем'єр-ліги 2019

### Група А
| М | Команда              | І | В | Н | П | РМ   | О |
| - | -------------------- | - | - | - | - | ---- | - |
| 1 | «АБМ Гелексі» *      | 3 | 3 | 0 | 0 | 17−0 | 9 |
| 2 | «Іфіра Блек Бьорд» * | 3 | 2 | 0 | 1 | 5−5  | 6 |
| 3 | «Ятел»               | 3 | 1 | 0 | 2 | 2−10 | 3 |
| 4 | «Маувія»             | 3 | 0 | 0 | 3 | 1−10 | 0 |

Примітки: * — вихід до наступного раунду
| Команда            | GAL | YAT | «IFI» | MAU |
| ------------------ | --- | --- | ----- | --- |
| «АБМ Гелексі»      | —   | 7–0 | 4–0   | 6–0 |
| «Ятел»             | -   | —   | 0–3   | 2–0 |
| «Іфіра Блек Бьорд» | -   | -   | —     | 2–1 |
| «Маувія»           | -   | -   | -     | —   |

### Група Б
| М | Команда              | І | В | Н | П | РМ   | О |
| - | -------------------- | - | - | - | - | ---- | - |
| 1 | «Тафеа» *            | 3 | 3 | 0 | 0 | 7−3  | 9 |
| 2 | «Тупуджи Імере» *    | 3 | 2 | 0 | 1 | 10−4 | 6 |
| 3 | «Еракор Голден Стар» | 3 | 1 | 0 | 2 | 2−4  | 3 |
| 4 | «Сіа-Рага»           | 3 | 0 | 0 | 3 | 0−8  | 0 |

Примітки: * — вихід до наступного раунду
| Команда              | TAF | «TUP» | «EGS» | SIA |
| -------------------- | --- | ----- | ----- | --- |
| «Тафеа»              | —   | 4–3   | 2–0   | 1–0 |
| «Тупуджи Імере»      | -   | —     | 2–0   | 5–0 |
| «Еракор Голден Стар» | -   | -     | —     | 2–0 |
| «Сіа-Рага»           | -   | -     | -     | —   |

### Півфінал
| 31.08.2019 | «АСБ Гелексі» | 1:0 | «Тупуджи Імере» | Порт-Віла       |  |
|            | Бонг Кало     |     |                 | Стадіон: Корман |  |

| 31.08.2019 | «Тафеа»                      | 2:0 | «Іфіра Блек Бьорд» | Порт-Віла       |  |
|            | Джуніор Фелікс Малакай Томмі |     |                    | Стадіон: Корман |  |

### Фінал
| 06.09.2019 | «Тафеа»      | 1:0 | «АСБ Гелексі» | Порт-Віла       |  |
|            | Джорді Тасіп |     |               | Стадіон: Корман |  |

## Переможці
- 2014 - «Тафеа» 3-0 «Іфіра Блек Бьорд»
- 2016 - «Тупуджи Імере» 1-0 «Еракор Голден Стар»
- 2018 - «Амікаль» 4-1 «АБМ Гелексі»